# Daemon Tools
Cet article concerne l'émulateur CD/DVD. Pour les utilitaires Unix, voir daemontools.
DAEMON Tools est un émulateur de lecteur CD / DVD, c'est-à-dire un programme informatique capable de créer des lecteurs virtuels afin de permettre la lecture d'images de disques comme s'il s'agissait de supports physiques. Il est disponible pour le système d'exploitation Microsoft Windows, de la version 2000 à Windows 10.
Il est indispensable pour faire tourner certains logiciels.

## Introduction
DAEMON Tools était originellement le développement avancé d'un autre programme, Generic Safedisc emulator, qui à présent incorpore toutes ses caractéristiques.
On dénombre trois éditions de ce logiciel :
- DAEMON Tools Lite
- DAEMON Tools Pro
- DAEMON Tools Ultra

## Extensions supportées
Voici les différentes extensions d'image supportées par le logiciel d'une manière générale (sans considération de l'édition) :
- .b5t : BlindWrite 5
- .b6t : BlindWrite 6
- .bwt : BlindRead
- .ccd : CloneCD
- .cdi : DiscJuggler
- .cue : Cue sheet
- .iso : standard ISO
- .mds : Media Descriptor Sheet (fichier de description détaillé)
- .mdx : Media Data eXtended
- .nrg : image disque propriétaire Nero
- .pdi : Instant CD/DVD
- .isz : ISO compressée

## Comparaisons entre éditions
Voici un tableau récapitulatif avec les fonctionnalités disponibles selon l'édition.
| Fonctionnalités                                                        | Lite        | Pro         | Pro      | Pro      |
| Fonctionnalités                                                        | Lite        | Basic       | Standard | Advanced |
| ---------------------------------------------------------------------- | ----------- | ----------- | -------- | -------- |
| Environnement graphique                                                | Non         | Oui         | Oui      | Oui      |
| Création d'images de CD/DVD afin de sauvegarder des données            | Non         | Oui         | Oui      | Oui      |
| Interface en ligne de commande                                         | Oui         | Non         | Oui      | Oui      |
| Émulation SCSI                                                         | Oui         | Oui         | Oui      | Oui      |
| Nombre maximum de dispositifs SCSI supportés                           | 4           | 4           | 16       | 32       |
| Émulation IDE                                                          | Non         | Non         | Non      | Oui      |
| Nombre maximum de dispositifs IDE supportés                            | n/a         | n/a         | n/a      | 2        |
| Montage d'image CD / DVD en lecteur virtuel                            | Oui         | Oui         | Oui      | Oui      |
| Compression d'une image de CD/DVD                                      | Non         | Oui         | Oui      | Oui      |
| Montage d'une image de CD / DVD à partir d'un ou de plusieurs dossiers | Non         | Oui         | Oui      | Oui      |
| Protection d'une image de CD / DVD par mot de passe                    | Non         | Oui         | Oui      | Oui      |
| Extensions de l'interpréteur de commandes                              | Non         | Oui         | Oui      | Oui      |
| Agent d'exécution en zone de notification                              | Oui         | Oui         | Oui      | Oui      |
| Convertisseur d'image CD/DVD                                           | Non         | Non         | Non      | Oui      |
| Adware                                                                 | Obligatoire | Obligatoire | Exclu    | Exclu    |
| Gratuité du logiciel                                                   | Oui         | Oui         | Non      | Non      |

### Variante
Il existe une variante concernant l'édition de DAEMON Tools Pro Basic dénommé DAEMON Tools Pro Basic Trial.
Ci-après, le tableau de leurs différences :
| Fonctionnalités                       | Pro Basic | Pro Basic Trial |
| ------------------------------------- | --------- | --------------- |
| Connexion Internet active obligatoire | Parfois   | Oui             |
| Limite d'utilisation                  | Illimité  | 10 jours        |
| Logiciel publicitaire mandaté inclus  | Oui       | Non             |

## Divers
Le logiciel est souvent sur la liste noire des modules de protection de la copie des jeux vidéo. En effet, il permet d'émuler la plupart des tentatives de prévention de copie.
De plus, une base de données avec le nom du jeu vidéo ainsi que le type de sécurité du jeu est mise à la disposition des utilisateurs sur le site officiel de DAEMON Tools.
Voici les différentes protections  émulées par le logiciel :
- SafeDisk
- SecuROM
- LaserLock
- RMPS